# Castelo de Borba
O Castelo de Borba ergue-se na freguesia, na vila e no município de Borba, no distrito de Évora, no Alentejo, em Portugal.
Está classificado como Imóvel de Interesse Público desde 1957.

## História

### Antecedentes
A primitiva ocupação humana do sítio de Borba remonta a tribos galo-celtas, ocupada sucessivamente até à época da Invasão muçulmana da Península Ibérica.

### O castelo medieval
No contexto da Reconquista cristã da península, a povoação foi tomada por D. Afonso II (1211-1223) aos mouros em 1217. Para o seu povoamento e defesa, o soberano doou estes domínio à Ordem de São Bento de Avis, determinando a construção do castelo.
Compreendida no território lindeiro disputado com Castela, sob o reinado de D. Dinis (1279-1325), Borba passou definitivamente para a posse de Portugal em virtude da assinatura do Tratado de Alcanises (1297). Devido à sua importância estratégica, este soberano concedeu-lhe foral (1302), época em que lhe ordenou o reforço das defesas.
No século XVI, D. Manuel I (1495-1521) confirmou-lhe o foral.

### Da Guerra de Restauração até aos nossos dias
À época da Guerra da Restauração da independência portuguesa, readquiriu importância estratégica sobre a fronteira, tendo-se travado, nas suas imediações a batalha de Montes Claros (1665), com a vitória para as armas de Portugal.
Como se registou com outras estruturas defensivas em Portugal, a expansão da malha urbana a partir do século XIX acarretou a integração dos muros medievais no casario. Em meados do século XX o castelo foi classificado como Imóvel de Interesse Público por Decreto publicado em 18 de Julho de 1957. Chegaram até aos nossos dias alguns troços da muralha, duas portas (as chamadas Porta do Celeiro e a Porta de Estremoz) e a Torre de Menagem. No setor sul, uma placa epigráfica de pedra confirma a iniciativa de D. Dinis e a direção da obra.

## Características
O castelo apresenta planta quadrangular, erguido segundo a traça de Domingos Salvador e de Rodrigo Fernandes.Como as demais fortificações na região, caracteriza-se pelas espessas muralhas em alvenaria de pedra, coroadas por merlões em estilo gótico. O seu topo é percorrido, em toda a extensão, por um adarve. O portão de entrada é defendido por dois cubelos de planta semi-circular. Pelo exterior, originalmente, existia um fosso pouco profundo.